# ليوزينيو
ليوندرو ساليس دي سانتانا (بالبرتغالية: Leandro Sales de Santana‏)، يلقب بـليوزينيو، لاعب كرة قدم برازيلي وُلد في 12 ديسمبر 1985، يلعب حاليًا لنادي كالوني.

## روابط خارجية
- ليوزينيو على موقع اتحاد تركيا (لاعب) (الإنجليزية)
- ليوزينيو على موقع قاعدة بيانات كرة القدم.إي يو (الإنجليزية)
- ليوزينيو على موقع Soccerway.com (الإنجليزية)
- ليوزينيو على موقع عالم كرة القدم.نت (الإنجليزية)